# تيموفي بويتشوك
تيموفي بويتشوك (بالأوكرانية: Tymofiy Lvovich Boychuk) المعروف بإسم تيمكو (27 سبتمبر 1896، رومانيفكا، (ترنوبل رايون الآن) - 13 يوليو 1922، كييف) هو رسام أوكراني والأخ الأصغر للفنان ميخايلو بويتشوك.

## سيرته
ولد لعائلة من الفلاحين، وفي عام 1914 أحضره شقيقه الأكبر ميخايلو إلى كييف بعد أن ظهرت لديه موهبة الرسم في سن مبكرة، وسرعان ما تم تعيينه للعمل كمساعد لميخيلو الذي كان منذ عام 1912 يعمل مع الجمعية الإمبراطورية الروسية للآثار لترميم اللوحات الجدارية في كنيسة القديسين الثلاثة في المملكة المتحدة.
مع تقدم الحرب العالمية الأولى تم نقل الأخوين (اللذين كانا رسميًا مواطنان نمساويان) إلى الشمال الشرقي؛ أولاً في أورالسك ثم أرزاماس، وأُطلق سراحهم في بداية الثورة وسمح لهم بالعودة إلى كييف.
بعد إنشاء أكاديمية الدولة الأوكرانية للفنون، نظم ميخايلو ورشة عمل مع مدرسة وضم تيموفي إلى فريقه، حيث بدأ يتميز كرسام وأصبح معروفًا بشكل خاص بصوره وملصقاته السياسية، في وقت لاحق أصبحت صوره لحياة الفلاحين أفضل أعماله التي يتذكرها الجمهور، لقد عكس تأثيرات من الفن البيزنطي ورسم الأيقونة الفن الشعبي الأوكراني، كما قدم رسومات توضيحية لكتب الأطفال.
توفي عن عمر يناهز ستة وعشرين عامًا لأسباب غير محددة تمامًا، كما كان قد بدأ في التأثير على المجتمع الفني المحلي.